# Опущенный
Опу́щенный (также «зашкваренный», «законтаченный», «отверженный», «обиженный», «крысятник», «петух», «фуфлыжник», «гребень», «маргаритки», «пинчь», «козёл», «чмо», «попер», «вафлёр», «голубой», «армянская королева») — понятие уголовного жаргона, обозначающее человека, занимающего самую низшую ступень в тюремной иерархии, пассивного гомосексуала либо лицо, с которым насильственно совершён гомосексуальный половой контакт, обычно за грубые нарушения норм арестантской этики.

## История
Существуют различные точки зрения на предпосылки появления в уголовной среде «опущенных».
В автобиографической книге А. К. Воронского «За живой и мертвой водой» приводится свидетельство о существовании «опущенных» в дореволюционной России. Во Владимирской пересыльной тюрьме автор книги встретил нескольких спавших под нарами пассивных гомосексуалов, одного из которых звали «Марусей». Арестанты относились к нему «с гадливым презрением». За услуги с «Марусей» расплачивались «гривенниками, махоркой, чаем, сахаром, побоями».
Правозащитник В. Н. Чалидзе отмечал, что «опущенные» возникли в 1930—1940-е годы по причине того, что малолетних детей, попадавших, начиная с двенадцатилетнего возраста, в места лишения свободы, принуждали к гомосексуальной связи.
Согласно другим данным, «опущенные» появились в конце 1940-х — начале 1950-х годов из-за стремления уголовников-рецидивистов любыми способами удержать своё господствующее положение в тюремной среде: от избиений и убийств до совершения насильственных актов мужеложства. Это позволяло морально унизить непокорных в глазах других заключённых. В. Т. Шаламов вспоминал, что рядом с каждым блатным всё время находились «молодые люди с набухшими мутными глазами: „Зойки“, „Маньки“, „Верки“ — которых блатарь подкармливает и с которыми он спит».
В начале 50-х годов в Дальстрое (Колыма), как сообщалось в справке заместителя прокурора Магаданской области Г. М. Сажина секретарю Магаданского областного комитета КПСС Т. В. Тимофееву, при проверке Чаунского и Чаун-Чукотского ИТЛ, по инициативе заместителя начальника лагеря подполковника Варшавчика в лагерном отделении посёлка Красноармейский в 1951 году была создана так называемая «бригада № 21», которая состояла из больных сифилисом представителей лагерной группировки «Суки». В тех случаях, когда при «трюмлении» заключённые из группировки «Воры» не переходили на сторону «сук», их отправляли в бригаду 21, где их насиловали, заражая сифилисом. Таким образом, «обряд опускания» уже в то время активно использовался администрацией в некоторых лагерях для расправы с неугодными заключёнными.
Д. А. Корецкий и В. В. Тулегенов указывают, что тем не менее наиболее широкое развитие мужеложства в местах лишения свободы и увеличение числа «опущенных» пришлось на 1980-е годы, когда из-за сложности организации труда прекратилось использование заключённых на хозяйственных работах сторонних организаций (контрагентских работах), что повлекло за собой невозможность пользоваться услугами проституток и заводить знакомства с работающими на близлежащих объектах женщинами-строителями. Лишённые женского общества заключённые стали удовлетворять своё половое влечение за счёт «опущенных». Кроме того они отмечают, что в настоящее время отношение в тюремной среде к «опущенным» значительно улучшилось по сравнению с 1980-ми годами, поскольку перестала использоваться посуда с особой меткой и выделение особых мест для проживания данной группы осуждённых. Из 50 «опущенных», находившихся под их наблюдениями, только 5 человек (10 %) вступали в гомосексуальную половую связь.

## Терминология
Понятие обозначает человека, которого объявили представителем низшей касты в пенитенциарных учреждениях СССР, а позже — постсоветского пространства. Обычно считается, что «опущенными» объявляются заключённые, которые вступают в гомосексуальные контакты в пассивной роли (добровольно или принудительно), хотя на практике это не совсем верно — «опущенным» может стать и заключённый, не вступавший в такие контакты (в этом случае заключённый часто может «доказать» свою непринадлежность к данной касте). Каждого заключённого, хотя бы один раз вступившего в гомосексуальный контакт в качестве пассивного партнёра, объявляют опущенным.
Все понятия: «обиженный», «петух», «пидор», «опущенный» и т. д. означают представителя низшей касты заключённых, однако их смысл может несколько различаться. Устоявшихся правил употребления того или иного слова нет, в одних источниках эти понятия употребляются как полные синонимы, в других указывается на различие между ними. Например, в книге «Всё о жизни в тюрьме» указывается, что «опущенный» — это заключённый, насильственно или добровольно ставший пассивным гомосексуалом, а «обиженный» — представитель этой касты, не вступавший в гомосексуальные контакты. В других источниках эти группы называются соответственно «проткнутые» и «непроткнутые пидоры», «рабочие петухи» и «форшмаки» и т. д.
Несмотря на то, что люди, объявленные «опущенными», стоят ниже всех остальных заключённых в неофициальной тюремной иерархии, среди них также наблюдается расслоение на главпетухов («пап», «мам») более высокого положения, которые заставляют своих же товарищей по несчастью выполнять наиболее грязную работу, издеваются над ними и т. д., и простых «опущенных». «Главпетухами» часто становятся бывшие «авторитеты», попавшие в петухи за какой-либо проступок или «косяк». Особенно часто это наблюдается там, где администрация зоны или тюрьмы собирает их в отдельных отрядах или камерах («обиженках», «петушатниках», «гаремах», «женских монастырях»).
В настоящее время явление вышло за пределы мест заключения и распространилось на армию, детские дома.

## С точки зрения закона
В июне 2015 года Европейский суд по правам человека принял к рассмотрению жалобу заключённого российской колонии строгого режима, оказавшегося в числе опущенных, который выступил против существующей в исправительном учреждении тюремной иерархии. В мае 2023 года ЕСПЧ признал Россию виновной и обязал выплатить каждому заявителю до 20 000 евро.